# Стеллаланд
Республика Стеллаланд — бурская республика, существовавшая на территории современной Южной Африки, западнее Трансвааля. В 1882—1883 годах носила официальное название Республика Стеллаланд (африк. Republiek Stellaland), затем, после объединения с соседней бурской республикой Госен (Гесем) — как Соединённые Штаты Стеллаланда (африк. Verenigde Staten van Stellaland)). В 1885 году была присоединена к британскому протекторату Бечуаналенд.

## История
До установления республики Стеллаланд соответствующая территория была ареной борьбы между народами тсвана и гриква, а Великобритания заявила претензии на неё как на часть планировавшегося протектората Британский Бечуаналенд. В конфликт были замешаны четыре африканских этнических группы, при этом вождей двух из них англичане рассматривали как «дружественных». Когда между двумя вождями началось военное столкновение, обе стороны занялись поиском добровольцев, обещав им в случае победы землю. Так, было заключено соглашение с Республикой Трансвааль, в результате чего вождь Массау предоставил бурским наёмникам участок земли с 416 фермами. Буры решили провозгласить независимость.
Формально Республика Стеллаланд была образована 26 июля 1882 года. Её президентом был избран бурский фермер Геррит Якобус ван Никерк. Название Стеллаланд («земля звезды») территория получила из-за того, что в момент образования республики на небе наблюдалась комета. В качестве столицы был основан город Фрейбург. Площадь территории новообразованной республики составляла около 15 500 км², население — 20500 человек, из которых 3000 были потомками европейцев. В октябре 1882 года рядом была также основана республика Госен, названная по библейскому Гесему, во главе с Никлаасом Геем ван Питтиусом. Население Гоcена составляло около 17 тысяч человек, площадь территории — 10 400 км². 6 августа 1883 года Стеллаланд и Гоcен объединились, сформировав Объединённую Республику Стеллаланд.

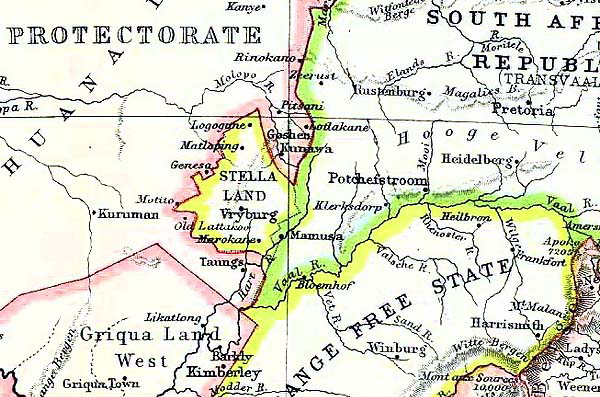
Стеллаланд со столицей Врейбург до объединения с Госеном

Не вполне ясно, была ли когда-либо формально признана независимость этих государств. Местные вожди племён согласились с их созданием, а Конвенция Монтевидео, формализовавшая понятие суверенитета в современном его понимании, была подписана лишь в 1933 году. Существуют английские источники, называющие население этих республик «мародёрами», однако сохранилась также телеграмма, которую Чарльз Уоррен, военный командующий Британского Бечуаналенда, по ошибке послал ван Никерку, в ней он высказал поддержку поселению в Стеллаланде. Позже Уоррен решил, что телеграмма может быть воспринята как признание независимости Стеллаланда, и дезавуировал её. В феврале 1884 года Великобритания в одностороннем порядке объявила всю территорию Стеллаланда британским протекторатом.
Законы и конституция Стеллаланда были практически идентичны законам Южно-Африканской Республики. Стеллаланд не выпускал собственную валюту, используя трансваальский фунт. Начиная с февраля 1884 года Стеллаланд издавал собственные почтовые марки.
Правительство Никерка объявило о намерении не облагать налогами торговлю, идущую через территорию Стеллаланда. Это вызвало озабоченность как Сесиля Родса, основателя компании Де Бирс, так и британскую администрацию, которые боялись, что их бизнес попадёт в неблагоприятные условия. Родс, более того, представил ситуацию так, что наличие территории под контролем буров станет угрозой для позиции Великобритании в Южной Африке. Тогда 10 сентября 1884 года президент Южно-Африканской Республики Пауль Крюгер объявил, что Стеллаланд находится под защитой Трансвааля, а через шесть дней аннексировал Стеллаланд. В декабре 1884 года британская армия под командованием Чарльза Уоррена заняла Стеллаланд. В августе следующего года республика была упразднена, а её территория включена в состав Британского Бечуаналенда.